# Faro de Bedok
El Faro de Bedok (en chino: 勿洛灯塔; en inglés: Bedok Lighthouse) es un faro situado en la costa sureste de Singapur. El faro se encuentra en la parte superior de un condominio de 26 pisos en la ruta Marine Parade.
La característica de iluminación que presente es un destello blanco cada 5 segundos (Fl.W. 5s) visible durante 20 millas náuticas (37 km; 23 millas). Se puede observar visualmente como un "cubículo de cemento rojo". 
El Primer faro automatizado, no tripulado de Singapur, el faro de Bedok se sitúa a 76 metros sobre el nivel del mar. Se comenzó a operar el 9 de agosto de 1978. 